# Pelecorhynchus albolineatus
Pelecorhynchus albolineatus är en tvåvingeart som beskrevs av Hardy 1918. Pelecorhynchus albolineatus ingår i släktet Pelecorhynchus och familjen Pelecorhynchidae. Inga underarter finns listade i Catalogue of Life.